# Coppa Italia Primavera 1993-1994
La Coppa Italia Primavera 1993-1994 è stata la ventiduesima edizione del torneo riservato alle squadre giovanili iscritte al Campionato Primavera. Il detentore del trofeo era l'Udinese.
La vittoria finale è andata alla Roma per la terza volta nella sua storia.